# Stenus pallitarsis
Stenus pallitarsis är en skalbaggsart som beskrevs av Stephens 1833. Stenus pallitarsis ingår i släktet Stenus, och familjen kortvingar. Arten är reproducerande i Sverige.